# Distretto di Usu
Il distretto di Usu (有珠郡?) è uno dei distretti della Sottoprefettura di Iburi, Hokkaidō, in Giappone.
Attualmente comprende il solo comune di Sōbetsu.